# 378. п. н. е.

## Догађаји
- Настанак Другог атинског поморског савеза